# Бернар Лякомб
Берна́р Ляко́мб (фр. Bernard Lacombe; 15 серпня 1952, Ліон — 17 червня 2025) — французький футболіст, нападник. По завершенні ігрової кар'єри — футбольний тренер.
Як гравець насамперед відомий виступами за клуби «Олімпік» (Ліон) та «Бордо», а також національну збірну Франції.

## Клубна кар'єра
У дорослому футболі дебютував 1969 року виступами за «Олімпік» (Ліон), в якому провів дев'ять сезонів, взявши участь у 222 матчах чемпіонату. Більшість часу, проведеного у складі «Олімпіка», був основним гравцем атакувальної ланки команди. У складі ліонського «Олімпіка» був одним з головних бомбардирів команди, маючи середню результативність на рівні 0,55 голу за гру першості. За цей час виборов титул володаря Кубка Франції, ставав володарем Суперкубка Франції.
Протягом 1978—1979 років захищав кольори «Сент-Етьєна».
1979 року перейшов до «Бордо», за який відіграв 8 сезонів. Граючи у складі «Бордо» також здебільшого виходив на поле в основному складі команди. В новому клубі був серед найкращих голеодорів, відзначаючись забитим голом в середньому щонайменше у кожній третій грі чемпіонату. За цей час додав до переліку своїх трофеїв ще два титули володаря Кубка Франції, знову ставав володарем Суперкубка Франції та триразовим чемпіоном Франції.
Завершив професійну кар'єру футболіста виступами за команду «Бордо» у 1987 році, майже у 35-річному віці. За 18 сезонів в елітному дивізіоні чемпіонату Франції загалом провів 497 матчів та забив 255 голів, що є другим показником серед бомбардирів Ліги 1 до цього часу.

### Клубна статистика. Чемпіонат та Кубок Франції. 1969—1987
| Сезон       | Клуб             | Ліга        | Чемпіонат  | Чемпіонат | Чемпіонат | Кубок Франції | Кубок Франції | Кубок Франції | Суперкубок | Суперкубок | Суперкубок |
| ----------- | ---------------- | ----------- | ---------- | --------- | --------- | ------------- | ------------- | ------------- | ---------- | ---------- | ---------- |
| Сезон       | Клуб             | Ліга        | Досягнення | Матчі     | Голи      | Досягнення    | Матчі         | Голи          | Досягнення | Матчі      | Голи       |
| 1969-70     | «Олімпік» (Ліон) | Д1          | 15         | 5         | 1         | —             | —             | —             | —          | —          | —          |
| 1970-71     | «Олімпік» (Ліон) | Д1          | 7          | 3         | 0         | —             | —             | —             | —          | —          | —          |
| 1971-72     | «Олімпік» (Ліон) | Д1          | 5          | 36        | 19        | 1/32          | 1             | 0             | —          | —          | —          |
| 1972-73     | «Олімпік» (Ліон) | Д1          | 13         | 35        | 23        |               | 9             | 8             | *          | 1          | 1          |
| 1973-74     | «Олімпік» (Ліон) | Д1          |            | 31        | 13        | 1/4           | 5             | 3             | —          | —          | —          |
| 1974-75     | «Олімпік» (Ліон) | Д1          |            | 27        | 17        | 1/32          | 1             | 1             | —          | —          | —          |
| 1975-76     | «Олімпік» (Ліон) | Д1          | 16         | 16        | 5         |               | 9             | 8             | —          | —          | —          |
| 1976-77     | «Олімпік» (Ліон) | Д1          | 6          | 36        | 21        | 1/32          | 1             | 1             | —          | —          | —          |
| 1977-78     | «Олімпік» (Ліон) | Д1          | 17         | 33        | 24        | 1/32          | 1             | 1             | —          | —          | —          |
| 1978-79     | «Сент-Етьєн»     | Д1          |            | 32        | 14        | 1/8           | 5             | 4             | —          | —          | —          |
| 1979-80     | «Бордо»          | Д1          | 6          | 33        | 11        | —             | —             | —             | —          | —          | —          |
| 1980-81     | «Бордо»          | Д1          |            | 34        | 18        | 1/4           | 7             | 7             | —          | —          | —          |
| 1981-82     | «Бордо»          | Д1          | 4          | 33        | 17        | 1/4           | 6             | 3             | —          | —          | —          |
| 1982-83     | «Бордо»          | Д1          |            | 33        | 20        | 1/8           | 4             | 2             | —          | —          | —          |
| 1983-84     | «Бордо»          | Д1          |            | 35        | 18        | 1/8           | 4             | 1             | —          | —          | —          |
| 1984-85     | «Бордо»          | Д1          |            | 36        | 22        | 1/16          | 2             | 1             | —          | —          | —          |
| 1985-86     | «Бордо»          | Д1          |            | 23        | 7         |               | 6             | 1             | **         | 1          | 0          |
| 1986-87     | «Бордо»          | Д1          |            | 16        | 5         |               | 2             |               | —          | —          | —          |
| ВСЬОГО      | «Олімпік» (Ліон) | Д1          | 9 сезонів  | 222       | 123       | 7 стартів     | 27            | 20            | 1          | 1          | 1          |
| ВСЬОГО      | «Сент-Етьєн»     | Д1          | 1 сезон    | 32        | 14        | 1 старт       | 5             | 4             | —          | —          | —          |
| ВСЬОГО      | «Бордо»          | Д1          | 8 сезонів  | 243       | 118       | 7 стартів     | 31            | 15            | 1          | 1          | 0          |
| ВСЬОГО в Д1 | ВСЬОГО в Д1      | ВСЬОГО в Д1 | 18 сезонів | 497       | 255       | 15 стартів    | 63            | 39            | 2          | 2          | 1          |

 * — у 1955—1973, 1985–86 роках приз мав назву Виклик чемпіонів (фр. Challenge des champions). Матч відбувся в Бресті 21 серпня 1973 року. Володар Кубка «Олімпік» (Ліон) переміг чемпіона Франції клуб «Нант». Рахунок гри — 1:0. Лякомб зіграв увесь матч і став автором переможного гола на 11-й хвилині.
 ** — Матч відбувся в Бордо 23 січня 1987 року. «Бордо» — чемпіон Франції переміг володаря Кубка — «Парі Сен-Жермен» — 1:0. Лякомб зіграв перші 74 хвилини гри.

## Єврокубки
З 8 стартів у європейських клубних турнірах найкращі досягнення — півфінали у розіграшах Кубка чемпіонів 1984-85 та Кубка кубків 1986-87 у складі «Бордо».
Свою першу гру в єврокубках провів у складі ліонського «Олімпіка» проти фінського клубу «Рейпас Лахті» у стартовій грі за Кубок кубків восени 1973 року. А у наступній стадії цього турніру в домашньому матчі з грецьким клубом «ПАОК» відкрив рахунок, як у поєдинку, так і у особистому заліку.
В сезоні 1974-75 його клуб виступав у Кубку УЄФА. У першому раунді на власному стадіоні він тричі забив команді «Ред Бойз Дифферданж» з Люксембургу. Кінцевий результат тієї гри — 7:0. А у повторному поєдинку відзначився ще раз.
Слід відмітити також і три голи у Кубку чемпіонів сезону 1984-85. Починаючи з 1/16 фіналу, він послідовно у кожному раунді залишав свій «автограф» у воротах таких клубів: «Атлетік» з Більбао, «Динамо» (Бухарест), «Дніпро» (Дніпропетровськ).
А останню гру (точніше кілька останніх хвилин) у клубних турнірах УЄФА 34-річний ветеран провів у чвертьфінальному поєдинку Кубка кубків 1986-87 проти московського «Торпедо».

### Статистика виступів у єврокубках
| Сезон             | Клуб              | Турнір          | Досягнення    | Матчі | Голи |
| ----------------- | ----------------- | --------------- | ------------- | ----- | ---- |
| 1973-74           | «Олімпік» (Ліон)  | Кубок кубків    | 1/8 фіналу    | 4     | 1    |
| 1974-75           | «Олімпік» (Ліон)  | Кубок УЄФА      | 1/16 фіналу   | 4     | 4    |
| 1981-82           | «Бордо»           | Кубок УЄФА      | 1/16 фіналу   | 3     | 1    |
| 1982-83           | «Бордо»           | Кубок УЄФА      | 1/8 фіналу    | 6     | 0    |
| 1983-84           | «Бордо»           | Кубок УЄФА      | 1/32 фіналу   | 2     | 0    |
| 1984-85           | «Бордо»           | Кубок чемпіонів | Півфінал      | 8     | 3    |
| 1985-86           | «Бордо»           | Кубок чемпіонів | 1/16 фіналу   | 1     | 0    |
| 1986-87           | «Бордо»           | Кубок кубків    | Півфінал      | 2     | 0    |
| ВСЬОГО            | «Олімпік» (Ліон)  | 2 євросезони    | 2 євросезони  | 8     | 5    |
| ВСЬОГО            | «Бордо»           | 6 євросезонів   | 6 євросезонів | 22    | 4    |
| ВСЬОГО за кар'єру | ВСЬОГО за кар'єру | 8 євросезонів   | 8 євросезонів | 30    | 9    |

### Статистика по турнірах
| Турнір          | Сезони | Матчі | Голи |
| --------------- | ------ | ----- | ---- |
| Кубок чемпіонів | 2      | 9     | 3    |
| Кубок кубків    | 2      | 6     | 1    |
| Кубок УЄФА      | 4      | 15    | 5    |

## Виступи за збірну
9 вересня 1973 року дебютував в офіційних матчах у складі національної збірної Франції. У Парижі, на стадіоні Парк де Пренс у товариському матчі проти Греції господарі перемогли — 3:1. На 9-ій хвилині Лякомб асистував партнеру, який відкрив рахунок у поєдинку, а на 57-ій був замінений. Перші два м'ячі забив у другій грі за збірну. Відбулося це навесні 1974 року в Празі у товариському спарингу зі збірною Чехословаччини — 3:3.
Останньою грою був фінал чемпіонату Європи
1984 року. 27 червня на тому ж Парк де Пренс французи перемогли іспанців — 2:0. Бернар відіграв 80 хвилин. А останній гол за національну збірну забив того ж року — 1 червня — в Марселі, де французи у товариському поєдинку зустрічалися з Шотландією — 2:0.
Варто відзначити єдиний гол у фінальних стадіях чемпіонатів світу та Європи. У першому матчі Франції на чемпіонаті світу 1978 року в Аргентині зі збірною Італії він забив уже на 30-ій секунді гри. Це, й, до сьогодні є рекордом для збірної.
Протягом кар'єри у національній команді, яка тривала 12 років, провів у формі головної команди країни 38 матчів, забивши 12 голів.

### Статистика матчів за збірну
| Турнір           | Матчі | Перемоги | Нічиї | Поразки | Голи |
| ---------------- | ----- | -------- | ----- | ------- | ---- |
| Товариські матчі | 16    | 9        | 5     | 2       | 6    |
| Чемпіонат Європи | 4     | 4        | 0     | 0       | 0    |
| Кваліфікація ЧЄ  | 4     | 3        | 0     | 1       | 1    |
| Чемпіонат світу  | 5     | 2        | 1     | 2       | 1    |
| Кваліфікація ЧС  | 9     | 6        | 1     | 2       | 4    |
| ВСЬОГО           | 38    | 24       | 7     | 7       | 12   |

### На чемпіонатах світу та Європи
У складі збірної був учасником:
- чемпіонату світу 1978 року в Аргентині, на якому «сині» посіли 3-е місце в групі;
- чемпіонату світу 1982 року в Іспанії, на якому французи посіли 4-е місце;
- чемпіонату Європи 1984 року у Франції, здобувши титул чемпіона.

| Рік  | Турнір           | Місце | Матчі | Перемоги | Нічиї | Поразки | Голи |
| ---- | ---------------- | ----- | ----- | -------- | ----- | ------- | ---- |
| 1978 | Чемпіонат світу  | 12    | 2     | 0        | 0     | 2       | 1    |
| 1982 | Чемпіонат світу  | 4     | 3     | 2        | 1     | 0       | 0    |
| 1984 | Чемпіонат Європи |       | 4     | 4        | 0     | 0       | 0    |

## Кар'єра тренера
Розпочав тренерську кар'єру, повернувшись до футболу після невеликої перерви, 1996 року, очоливши тренерський штаб клубу «Олімпік» (Ліон). У 2000 році Лякомб подав у відставку, через занадто важку для нього роботу.
Наразі досвід тренерської роботи обмежується цим клубом.

## Титули і досягнення
- Володар Кубка Франції (3):

«Олімпік» (Ліон): 1972-73
«Бордо»: 1985-86, 1986-87
- Володар Суперкубка Франції (2):

«Олімпік» (Ліон): 1973
«Бордо»: 1986
- Чемпіон Франції (3):

«Бордо»: 1983-84, 1984-85, 1986-87
- Чемпіон Європи (1):

Франція: 1984